# Villa Cesarina

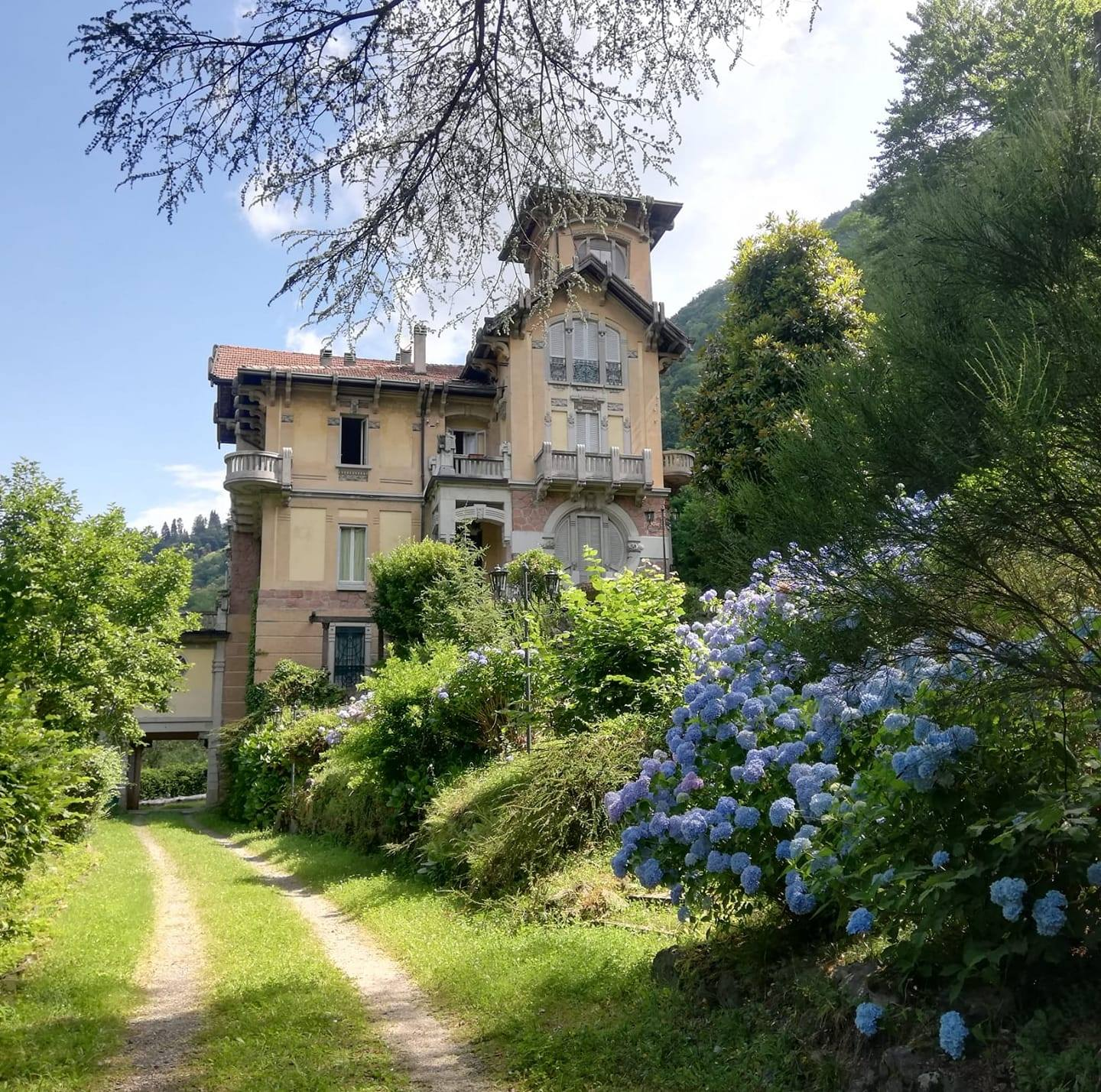
Villa Cesarina

Die Villa Cesarina ist eine historische Residenz in Valganna in der Lombardei. Die Villa wurde 1906 nach dem Projekt des Mailänder Ingenieurs Vittorio Verganti auf Geheiß der Familie Calegari in einer Zeit erbaut, in der gerade Valganna in einen beliebten Ferienort umgewandelt wurde.

## Lage
Die Villa befindet sich in dominanter Lage an den Hängen von Valganna und bietet einen Blick auf den gleichnamigen See, wenige Kilometer von der Schweizer Grenze entfernt.
Sie befindet sich in einem großen Garten, der nur teilweise mit Swimmingpool und Déhors strukturiert ist. Der verbleibende Teil des Grundstücks besteht aus einem abfallenden Wald, auf dem spontan Buchen-, Kastanien-, Eschen-, Linden- und Ahornbäume wachsen.

## Beschreibung
Die Villa verfügt über einen Jugendstil, der in Italien nach der Internationalen Ausstellung für moderne dekorative Kunst in Turin und der Internationalen Ausstellung von Mailand, die beide Inspirationsquellen für das Verganti-Projekt waren, besonders beliebt wurde.
Das rechteckige Gebäude erstreckt sich über drei Ebenen und gipfelt in einem eindrucksvollen Aussichtsturm, der an allen vier Seiten mit großen Fenstern im Tiffany-Stil übersät ist.
Die Villa, deren ursprüngliche architektonische Struktur nahezu erhalten geblieben ist, zeichnet sich durch elliptische Öffnungen an der Fassade aus, die sich sowohl zum Tal als auch zu den vier Seiten des hohen Aussichtsturms hin öffnen. Die Öffnungen werden durch ein dekoratives Pflanzendesign mit geschwungenen Geometrien umrissen, ein typisches Merkmal der Jugendstilästhetik. Das gleiche Motiv, das in Form eines Tannenzapfens abgenommen ist, ist auch in den Formteilen vorhanden, die die Fenster hervorheben.
Von architektonischem Wert sind auch die Dekorationen, die die Begrenzungswände und die Angriffe der Konsolen charakterisieren, die die Balkone und die Dachbalken tragen.
Die Fassade wird durch die Kombination verschiedener Materialien verschönert, unter denen der rustikale Quader aus Granofiro von Cuasso al Monte hervorsticht; Der Außenputz ist ebenfalls mit naturistischen Elementen bemalt, die dem Stil des Gebäudes Einheitlichkeit verleihen.
In den Innenräumen wurden viele der ursprünglichen dekorativen Elemente beibehalten, einschließlich der Kamine, die die Räume im Erdgeschoss und die Hallen im ersten Stock heizen. Nach dem Bau folgen jedoch die künstlerischen Heizkörper; Letztere aus Gusseisen sind in allen Räumen vorhanden und bewahren dank der Dekorationen im Liberty-Stil die stilistische Einheitlichkeit der Umgebung.
Im Erdgeschoss befindet sich ein geräumiger Saal namens „Piano Room“, in dem der Protagonist der Möbel ein historischer Flügel ist. Die Decke des großen Raumes ist vollständig mit Fresken bemalt und reproduziert ein geometrisches Muster in sanften Farben von Creme bis Salbeigrün.
Im ersten Stock gibt es eine Bibliothek und zwei große Kommunikationshallen. In einem dieser Räume, dem „Kaminzimmer“, sticht neben den prächtigen Deckenfresken mit geometrischen und floralen Motiven ein imposanter Wandkamin hervor. Letzterer besteht aus fein verziertem Stein mit einem verputzten Kamin und einem Fresko mit einem Leoninischen Wappen.
Im zweiten und dritten Stock befinden sich schließlich die eleganten Schlafzimmer mit eigenem Bad, in denen die Familie Calegari während ihrer Ferien willkommen geheißen wurde.